# Лахта (Волховский район)
Ла́хта — деревня в Потанинском сельском поселении Волховского района Ленинградской области.

## История
Деревня Лахты упоминается на карте Санкт-Петербургской губернии Ф. Ф. Шуберта 1834 года.

ЛАХТА — деревня принадлежит Казённому ведомству, число жителей по ревизии: 19 м. п., 20 ж. п. (1838 год)

Деревня Лахты отмечена на карте Ф. Ф. Шуберта 1844 года.

ЛАХТА — деревня Ведомства государственного имущества, по просёлочной дороге, число дворов — 5, число душ — 17 м. п. (1856 год)

ЛАХТА — деревня казённая при Ладожском озере, число дворов — 7, число жителей: 14 м. п., 23 ж. п. (1862 год)

Согласно карте из «Исторического атласа Санкт-Петербургской Губернии» 1863 года деревня называлась Лахты.
Согласно епархиальным сведениям 1899 года деревня относилась к приходу церкви Рождества Богородицы Вороновского погоста.
В конце XIX — начале XX века деревня административно относилась к Шахновской волости 3-го стана Новоладожского уезда Санкт-Петербургской губернии.
По данным «Памятной книжки Санкт-Петербургской губернии» за 1905 год деревня называлась Лахта и входила в состав Кириковского сельского общества.
По данным 1933 года деревня называлась Ляхша и входила в состав Кириковского сельсовета Пашского района.

Деревня Лахта на карте 1940 года

По данным 1966 и 1973 годов деревня Лахта входила в состав Кириковского сельсовета Волховского района.
По данным 1990 года деревня Лахта входила  в состав Потанинского сельсовета
В 1997 году в деревне Лахта Потанинской волости проживали 10 человек, в 2002 году — 14 человек (русские — 86 %).
В 2007 году в деревне Лахта Потанинского СП — 13.

## География
Деревня расположена в северо-восточной части района на автодороге 41К-384 (Шахново — Вороново — Кириково).
Расстояние до административного центра поселения — 14 км.
Расстояние до ближайшей железнодорожной станции Юги — 18 км.
Деревня находится на берегу Ладожского озера.

## Демография
| 1862 | 2002 | 2007 | 2010 | 2017 |
| ---- | ---- | ---- | ---- | ---- |
| 37   | ↘14  | ↘13  | ↘8   | →8   |

### Национальный состав
Согласно данным Всероссийской переписи населения 2021 года в деревне проживали 7 человек, из них:
 русские — 5, таджики — 2 человека.

## Улицы
Прибрежная.